# Le Val (Doubs)
Le Val is een gemeente in het Franse departement Doubs (regio Bourgogne-Franche-Comté). De plaats maakt deel uit van het arrondissement Besançon. Le Val is op 1 januari 2017 ontstaan door de fusie van de gemeenten Montfort en Pointvillers.